# 基耶沃隆
基耶沃隆（法語：Quiévelon，法語發音：[kjevlɔ̃]）是法国上法蘭西大區北部省的一个市镇，属于埃尔普河畔阿韦讷区。

## 地理
基耶沃隆（50°14'12"N, 4°4'25"E）面积4.35 平方千米，位于法国上法蘭西大區北部省，该省份为法国最北部的省份及最长的省份，西北濒北海，西接加来海峡省，南至埃纳省和索姆省，东与比利时接壤。
与基耶沃隆接壤的市镇（或旧市镇、城区）包括：科勒雷、艾布、小费里耶尔、奥布勒希。

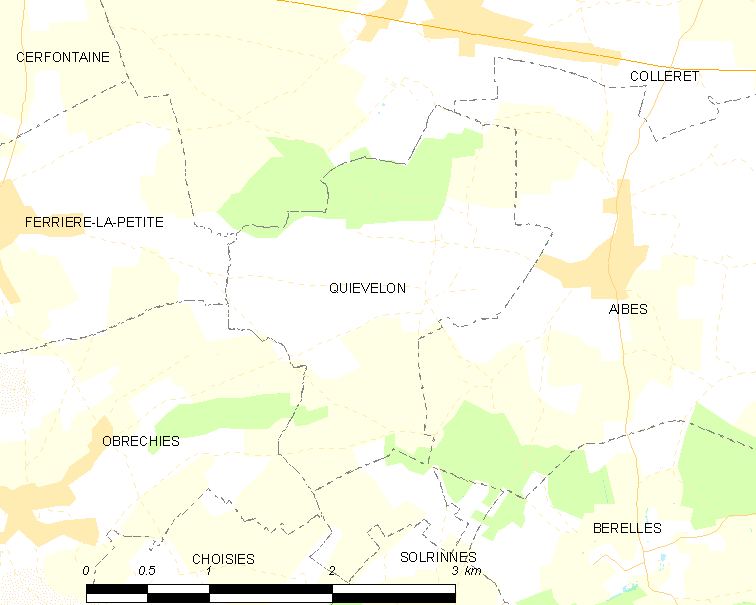
基耶沃隆的OSM定位图

基耶沃隆的时区为UTC+01:00、UTC+02:00（夏令时）。

## 行政
基耶沃隆的邮政编码为59680，INSEE市镇编码为59483。

## 政治
基耶沃隆所属的省级选区为富尔米县。

## 人口

1962-2008年间基耶沃隆人口变化图示

基耶沃隆于2022年1月1日时的人口数量为138人。
基耶沃隆人口变化图示
| 数据来源：INSEE |